# Carrascalejo
|  | Aquest article tracta sobre el municipi de la província de Cáceres. Vegeu-ne altres significats a «El Carrascalejo». |

Carrascalejo de la Jara és un municipi de la província de Càceres, a la comunitat autònoma d'Extremadura (Espanya).